# Antwortspektrum
Ein Antwortspektrum  ist ein Diagramm, das die Reaktion (=Antwort) eines (idealisierten) gedämpften Einmassenschwingers oder einer Menge von Einmassenschwingern auf eine definierte Schwingungsanregung ihrer Fußpunkte als Funktion der Frequenz beschreibt.
Die Antwort kann eine Verschiebung, Geschwindigkeit oder Beschleunigung sein. Es gibt demzufolge Verschiebungs-, Geschwindigkeits- und Beschleunigungs-Antwortspektren.
Antwortspektren werden bei der Bemessung von Bauwerken gegen die Belastung durch Erdbeben z. B. mittels Modalanalyse benötigt.
Aus dem Spektrum kann man die Reaktion des Bauwerks ablesen, die bei einer Erregung mit einer seiner Eigenfrequenzen zu
erwarten ist.
Antwortspektren werden aus den Aufzeichnungen vieler Erdbeben abgeleitet und in vereinfachter Form in Normen (zum Beispiel EN 1998-1) zur Verfügung gestellt.